# Chat de Tsushima
Pour d'autres « chats », voir Chat (animal).
Sous-espèce
Statut de conservation UICN

 CR : 
En danger critique
Le Chat de Tsushima (ツシマヤマネコ, 対馬山猫) est une population de chats-léopards de Sibérie (Prionailurus bengalensis euptilura,), elle-même une sous-espèce de chat-léopard, se trouvant exclusivement sur l'île de Tsushima dans la préfecture de Nagasaki au Japon. En déclin constant depuis les années 1970, la population est protégée par la législation japonaise en tant que mammifère en danger critique d'extinction. Un programme d'élevage en captivité est mené dans les zoos japonais pour maintenir une population pérenne.
Le chat de Tshusima et le chat d'Iriomote sont les seuls félins sauvages japonais.

## Description
Tout comme le chat d'Iriomote, la proie principale du chat de Tsushima est le rat, complété par d'autres petits mammifères, des oiseaux, des amphibiens et des scinques.

## Dénomination
La population locale de l'île le nomme « Torayama » (とらやま) ou « Taneko » (田ネコ).

## Mesures de protection
En 2002, le Chat de Tsushima est inscrit dans la liste rouge des espèces menacées comme en danger critique d'extinction.

## Présence dans la nature

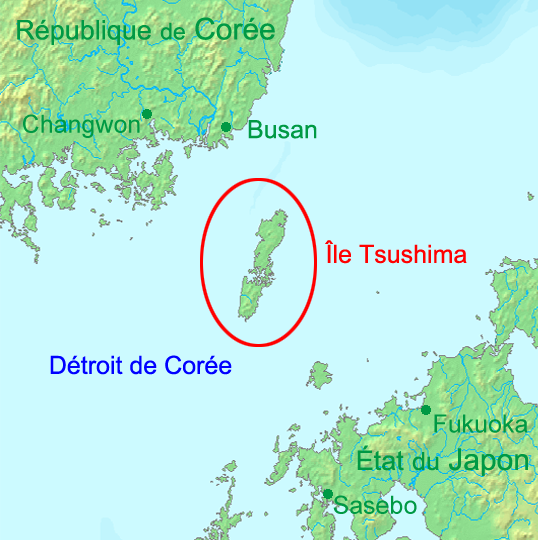
L'île de Tsushima est située dans le détroit de Corée.

La population du chat de Tsushima est en déclin constant depuis trente à quarante ans. Plusieurs décomptes de la population du chat de Tsushima ont été menées sur l'île. Avant les années 1970, le nombre de chats de Tsushima est estimé à moins de trois cents et entre 100 et 140 individus dans les années 1980. La population diminue à 90 à 130 individus dans les années 1990, puis, dans les années 2000 à 80 à 110 individus. Selon une étude menée entre 2010 et 2012, la population du chat de Tsushima diminue de nouveau à 70 à 100 individus.
La population sauvage est ténue, notamment dans le sud de l'île, où la dernière preuve de présence datait de mai 1984 jusqu'à la prise de photographies le 2 mars 2007 par un piège photographique,.

## Présence en captivité

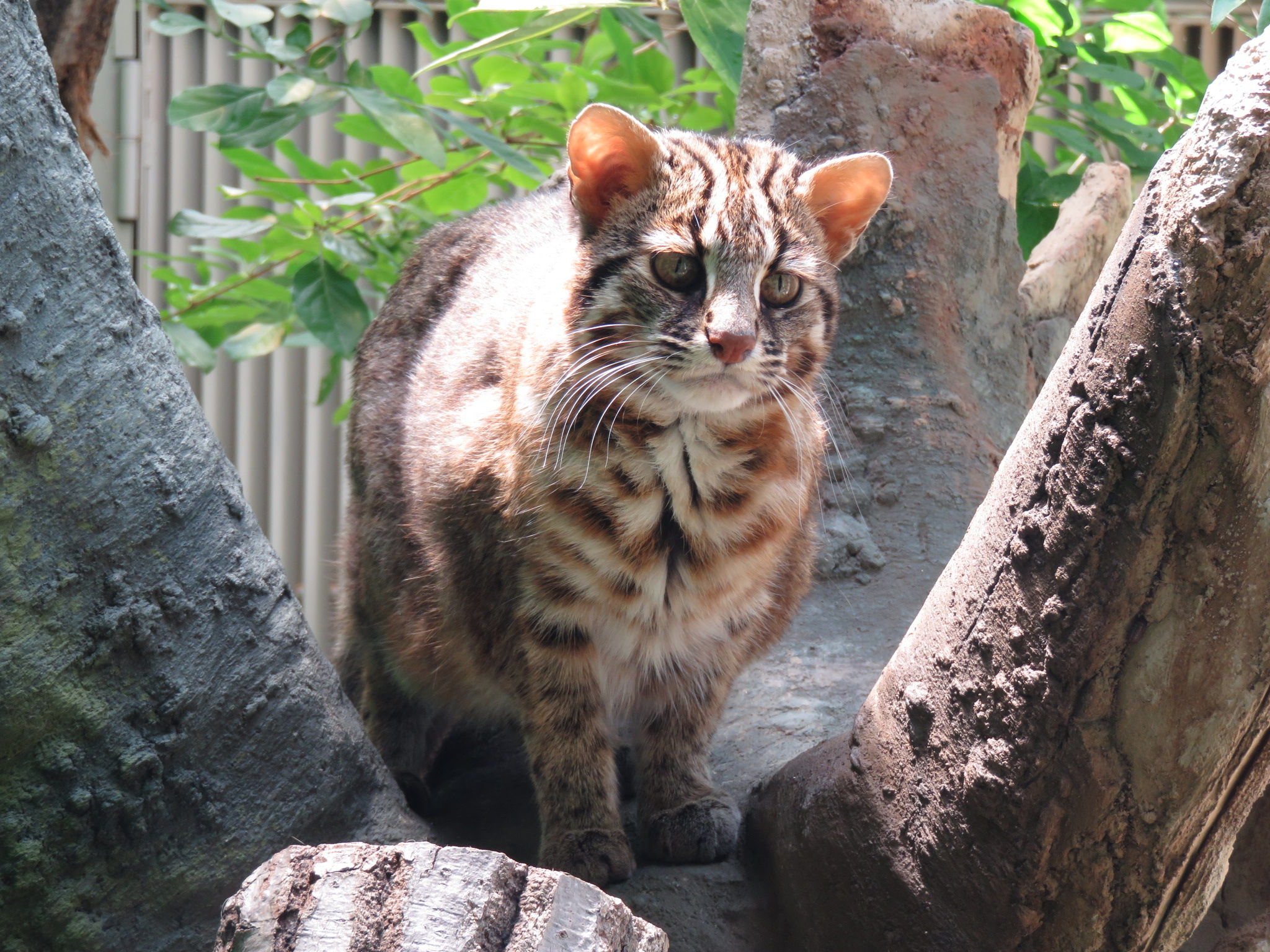
Un Chat de Tsushima au zoo de Higashiyama.

Un programme d'élevage est mené par le Ministère de l'Environnement du Japon à partir des animaux détenus par le zoo de Fukuoka, le Inokashira Natural Cultural Park et le zoo de Yokohama. Une vingtaine de naissances ont résulté de cet élevage.